# Presidential Cycling Tour of Turkey
Presidential Cycling Tour of Turkey (tur. Cumhurbaşkanlığı Türkiye Bisiklet Turu) – wieloetapowy wyścig kolarski rozgrywany w Turcji od lat 60. XX wieku.
Wyścig dookoła Turcji organizowany jest od lat 60. XX wieku. W 2002 został włączony do kalendarza UCI z kategorią 2.5. Od 2005 należał do cyklu UCI Europe Tour z kategorią 2.2, w 2008 otrzymał kategorię 2.1, a w 2010 2.HC. W 2017 został włączony do cyklu UCI World Tour, jednak ze względu na niespełnienie wymogów regulaminowych po trzech edycjach został wyłączony z cyklu najważniejszych wyścigów i, od sezonu 2020, przeniesiony do UCI ProSeries.

## Zwycięzcy
Opracowano na podstawie:
| Rok  | Pierwsze               | Drugie                 | Trzecie              |
| ---- | ---------------------- | ---------------------- | -------------------- |
| 1965 | Rıfat Çalışkan         |                        |                      |
| 1966 | Iwan Bobekow           | Dimityr Kotew          | Edward Weckx         |
| 1967 | Dimityr Kotew          | Rıfat Çalışkan         | Roman Humenberger    |
| 1968 | Aleksandr Kulibin      | Jindřich Marek         | Gajnan Sajdchużyn    |
| 1969 | Gajnan Sajdchużyn      | Boris Szuchow          | Aleksandr Kulibin    |
| 1970 | Sławczo Nikołow        |                        |                      |
| 1971 | Constantin Ciocan      |                        |                      |
| 1972 | Andrzej Karbowiak      |                        |                      |
| 1973 | Ali Hüryılmaz          |                        |                      |
| 1974 | Seyit Kırmızı          |                        |                      |
| 1975 | Ali Hüryılmaz          | André De Wolf          | Yusuf Ecevit         |
| 1976 | Władimir Osokin        |                        |                      |
| 1977 | Władimir Szapowałow    |                        |                      |
| 1978 | Vlastibor Konečný      |                        |                      |
| 1979 | Jiří Škoda             |                        |                      |
| 1980 | Juri Kaschirin         |                        |                      |
| 1981 | Grozo Kałczew          |                        | Hasan Can            |
| 1982 | Zbigniew Szczepkowski  | Lechosław Michalak     | Dainis Liepiņš       |
| 1983 | Mircea Romașcanu       |                        |                      |
| 1984 | Nenczo Stajkow         | Christo Zajkow         | Jozef Gašpar         |
| 1985 | Mieczysław Poręba      |                        |                      |
| 1986 | Jerzy Świnoga          |                        |                      |
| 1987 | Aleksandr Krasnow      |                        |                      |
| 1988 | Igor Neczajew          |                        |                      |
| 1989 | Kanelos Kanelopulos    |                        |                      |
| 1990 | Witalij Tołkaczow      | Wadim Krawczenko       | Skip Spangenburg     |
| 1991 | Róbert Glajza          | Vasile Mitrache        | Michael Glöckner     |
| 1992 | Stefan Steinweg        |                        |                      |
| 1993 | Iwan Stanczew          |                        |                      |
| 1994 | Krystian Zajdel        |                        |                      |
| 1995 | Andriej Kiwilew        | Wadim Krawczenko       | Siergiej Ławrinienko |
| 1996 | Dimitar Gospodinow     | Iwajło Gabrowski       | Nadir Yavuz          |
| 1997 | Kholefy El Sayed       |                        |                      |
| 1998 | Erdinç Doğan           | Igor Bonciucov         |                      |
| 1999 | Erdinç Doğan           | Georgi Koew            | Ahmed Mohamed Khaled |
| 2000 | Siergiej Ławrinienko   | Wadim Krawczenko       | Hassan Maleki        |
| 2001 | Mert Mutlu             | Ghader Mizbani Iranagh | Siergiej Ławrinienko |
| 2002 | Ghader Mizbani Iranagh | Danieł Petrow          | Michael Haas         |
| 2003 | Mert Mutlu             | Ghader Mizbani Iranagh | Mohamed Abdel Aziz   |
| 2004 | Ahad Kazemi            | Hossein Askari         | Swetosław Czanliew   |
| 2005 | Swetosław Czanliew     | Martin Prázdnovský     | Ewgenij Gerganow     |
| 2006 | Ghader Mizbani Iranagh | Hossein Askari         | Igor Pugaci          |
| 2007 | Iwajło Gabrowski       | Ján Šipeky             | Hossein Askari       |
| 2008 | David García           | José Alberto Benítez   | Pieter Jacobs        |
| 2009 | Daryl Impey            | Davide Malacarne       | David García         |
| 2010 | Giovanni Visconti      | Tejay van Garderen     | David Moncoutié      |
| 2011 | Aleksandr Jefimkin     | Andriej Zejc           | Thibaut Pinot        |
| 2012 | Aleksandr Djaczenko    | Danaił Petrow          | Adrián Palomares     |
| 2013 | Natnael Berhane        | Yoann Bagot            | Maxime Méderel       |
| 2014 | Adam Yates             | Rein Taaramäe          | Romain Hardy         |
| 2015 | Kristijan Đurasek      | Eduardo Sepúlveda      | Jay McCarthy         |
| 2016 | José Gonçalves         | David Arroyo           | Nikita Stalnow       |
| 2017 | Diego Ulissi           | Jesper Hansen          | Fausto Masnada       |
| 2018 | Eduard Prades          | Aleksiej Łucenko       | Nathan Haas          |
| 2019 | Felix Großschartner    | Valerio Conti          | Merhawi Kudus        |
| 2021 | José Manuel Díaz       | Jay Vine               | Eduardo Sepúlveda    |
| 2022 | Patrick Bevin          | Jay Vine               | Eduardo Sepúlveda    |
| 2023 | Aleksiej Łucenko       | Ben Zwiehoff           | Harold Tejada        |
| 2024 | Frank van den Broek    | Merhawi Kudus          | Paul Double          |